# Karl Hyde
Karl Hyde (ur. 10 maja 1957 w Worcester) – brytyjski gitarzysta, klawiszowiec, kompozytor i autor tekstów. Największe sukcesy odnosił jako członek założyciel zespołu Underworld (od 1987). Współautor takich przebojów jak: „Dark & Long (Dark Train)” (1994) i „Born Slippy .NUXX” (1995), który znalazł się na ścieżce dźwiękowej filmu Trainspotting. Nagrał też album solowy (Edgeland, 2013) oraz dwa albumy z Brianem Eno. Opublikował kilka książek.

## Życiorys i kariera muzyczna

### Dzieciństwo
Karl Hyde urodził się 10 maja 1957 roku w Worcester. Jego matka prowadziła pralnię chemiczną i była krawcową, a ojciec był tkaczem dywanów. Karl od 11 roku życia grał w zespołach, a ojciec woził go na koncerty i pomagał płacić za instrumenty. Postanowił pójść do szkoły artystycznej, choć początkowo nie zamierzał zajmować się sztuką.

### Lata 80. Underworld 1
W młodości przeniósł się do Cardiff, gdzie ukończył szkołę artystyczną ze specjalnością: instalacje audio i wideo. W 1979 roku spotkał Ricka Smitha i zaprzyjaźnił się z nim. Smith studiował elektronikę i elektrotechnikę, ponieważ miał zamiar konstruować własne syntezatory. W 1980 roku Hyde zaangażował go do gry na instrumentach klawiszowych w założonym przez siebie zespole Screen Gemz. Później obaj założyli zespół Freur, tworzący muzykę określaną jako funk rock. Zespół ten w 1983 roku wydał niewielki przebój, „Doot Doot”.. W 1987 roku Hyde i Smith założyli Underworld (nazwany przez nich po latach Underworld Mk1). Nazwa zespołu została zaczerpnięta z tytułu horroru, Underworld, do którego muzykę skomponował Freur. W 1989 roku Underworld towarzyszył jako support zespołowi Eurythmics w jego amerykańskiej trasie koncertowej. Hide przyznał po latach, w wywiadzie dla The Independent, że obaj nie lubili funk-rockowej muzyki wykonywanej przez ten zespół. Pod koniec trasy Hide został w Stanach Zjednoczonych, a Smith powrócił do Wielkiej Brytanii z zamiarem tworzenia muzyki tanecznej. Dekadę lat 80. zespół zakończył z ogromnymi długami, bez kontraktu płytowego i z kryzysem twórczym. Hyde podczas pobytu w Stanach Zjednoczonych współpracował z Terri Nunn, później (przed dużą część 1991 roku) z Debbie Harry jako członek jej zespołu, po czym wrócił do Wielkiej Brytanii.

### Lata 90. i późniejsze. Underworld 2
Przełom w karierze zespołu nastąpił dzięki żonie Smitha, Tracy. To z jej powodu Smith (a następnie Hyde) przeniósł się do Romford, gdzie poznał 17-letniego DJ-a Darrena Emersona, który w latach 1990-2000 był trzecim członkiem odnowionego Underworld (zwanego przez muzyków Underworld Mk2). Tracy poradziła również Hyde’owi, żeby zmienił sposób pisania piosenek. Zainspirowany Charlesem Bukowskim, albumem New York Lou Reeda i pamiętnikiem Sama Sheparda, "Motel Chronicles" zaczął zwiedzać miasta i robić notatki. Jego teksty nabrały bardziej surrealistycznego charakteru, a zespół odniósł sukces. Takie utwory jak "Born Slippy NUXX" i "Jumbo" stały się hitami, a w końcu klasykami muzyki tanecznej. Po odejściu Emersona zespół kontynuował działalność jako duet.
W 2012 roku zespół został muzycznym dyrektorem ceremonii otwarcia Letnich Igrzysk Olimpijskich 2012 w Londynie.  
W 2013 roku Hyde rozpoczął karierę solową albumem Edgeland, mającym bardziej eksperymentalny charakter, niż typowe wydawnictwa Underworld. W następnym roku współpracował z Brianem Eno. W rezultacie powstał album Someday World, który został wydany w maju tego samego roku. Zwiastunem albumu był utwór „The Satellites”, łączący w sobie rytmiczną perkusję, głośny dźwięk syntezatora i przygnębiony, niemal monotonny, wokal Eno. W ciągu zaledwie czterech miesięcy Eno i Hyde stworzyli drugi wspólny album, High Life.
W 2017 roku Hyde we współpracy z reżyserem Scottem Grahamem i producentem Matthew Herbertem zrealizował widowisko muzyczne Fatherland, poruszające temat ojcostwa i bezdomności. Zostało ono następnie zaprezentowane w dwóch odrębnych koncertach Manchester International Festival.

## Życie prywatne
Hyde przez wiele lat zmagał się z alkoholizmem. Pierwszą osobą, która zwróciła mu na to uwagę był Rick Smith. „Cała ta era lat 90. była dla mnie bardzo mroczna. Przez większość czasu byłem bliski śmierci. Byłem w bardzo samotnym, ponurym miejscu” – przyznał po latach w wywiadzie udzielonym Lior Phillip z magazynu Consequence of Sound.

## Tomato
W 1991 roku Steve Baker, Dirk Van Dooren, Karl Hyde, Rick Smith, Simon Taylor, John Warwicker i Grahame Wood założyli zespół projektowy Tomato. Konceptualne podejścia i techniki prac jego członków opierają się na indywidualnych doświadczeniach, podróżach i percepcji. Są one stosowane w projektach tworzonych w różnych formach medialnych, dostosowywanych do zróżnicowanych potrzeb projektanta, klienta i odbiorcy.

## Dyskografia
- Edgeland (2013, album solowy)[12]
- Someday World (2014, z Brianem Eno)[13]
- High Life (2014, z Brianem Eno)[14]
- Fatherland (Original Music from the Stage Show) (2017, z Matthew Herbertem)[15]

## Książki
- Mmm...Skyscraper I Love You (1994, współautorzy: Tomato, John Warwicker) ISBN 978-1-873968-58-1
- In the Belly of St. Paul (2003) ISBN 978-0-9546131-0-5
- I Am Dogboy: The Underworld Diaries (2016) ISBN 978-0-571-32865-9
- Fatherland (2018, współautorzy: Simon Stephens, Scott Graham) ISBN 978-1-350-09151-1[16]